# Кавакіта

36°28′7″ пн. ш. 136°32′32″ сх. д. / 36.46861° пн. ш. 136.54222° сх. д.
Ка́вакіта (яп. 川北町, かわきたまち, МФА: [kawakʲita mat͡ɕi̥]) — містечко в Японії, в повіті Номі префектури Ісікава. Станом на 1 квітня 2009 площа містечка становила 14,76 км². Станом на 1 липня 2011 населення містечка становило 6204 осіб.